# 氫氧混合氣
氫氧是氫氣（H
2）和氧氣（O

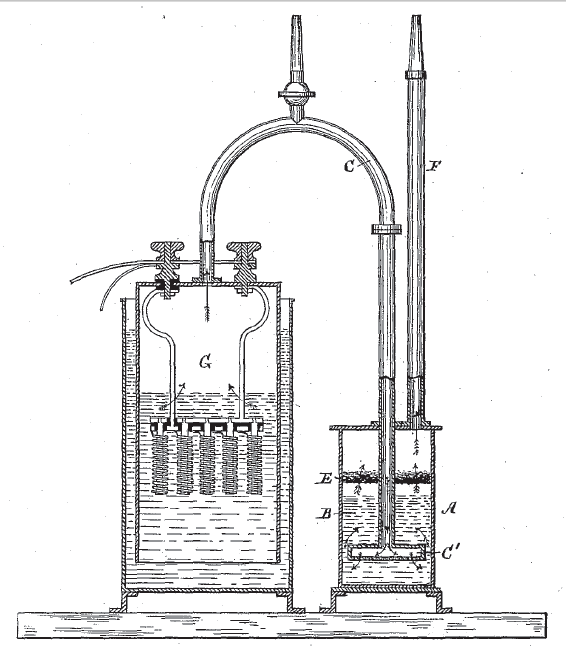
Nineteenth century electrolytic cell for producing oxyhydrogen.

2）按2:1摩爾比例混合的混合物，這個比例和水中氫和氧的比例相同。這氣體混合物是用於製作耐火材料的火炬上，而且是最初用作焊接的氣體混合物。在實際操作中需要用4:1或5:1的氫氧比例，以免產生氧化焰。

## 特性
氫氧被加熱至自燃温度時會燃燒。按2:1摩尔比例混合的氫氧混合氣的自燃温度是570 °C (1065 °F)。
當燃燒時，混合氣釋放能量，而且會轉變成水蒸氣，令反應能繼續進行。每摩爾的H2釋放出241.8千焦耳(低熱值)。

## 製造
2:1摩爾比例的氫氧混合氣能通過電解獲得：
電解: 2H
2O → 2H
2 + O
2
燃燒: 2H
2 + O
2 → 2H
2O
烕廉‧尼科爾森是在1800年第一個以電解來分解水的人，而用來分解水的能量通常多於燃燒氫氧混合氣所獲得的能量。

## 應用

石灰燈使用了氫氧混合氣的火焰為高温熱源

### 照明
石灰燈用氫氧混合氣所製的火焰來把氧化鈣加熱至白熾。由於氫氧具有高爆炸性，石灰燈已被電光源取代。氫氧混合氣曾被用作鉑的加工，因為在那時只有氫氧火焰能熔化鉑(鉑的熔點為1768.3 °C)，但氫氧後來被電弧爐取代。

### 氫氧吹管

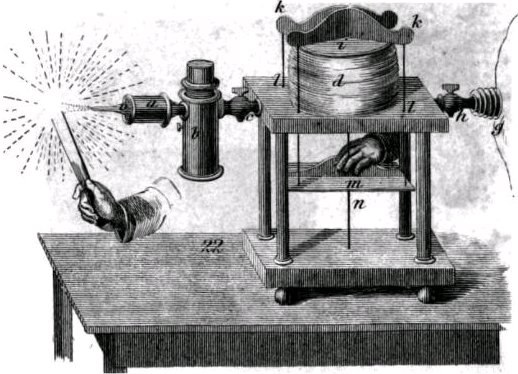
十九世紀以風箱運作的氫氧吹管，內含兩種回火防止器。

氫氧吹管是由英國礦物學家愛德華·丹尼爾·克拉克和美國化學家羅伯特·黑爾在十九世紀初期發明的。它的火焰的温度高得能熔化耐火的物料，如鉑、瓷器、耐火磚和剛玉，而且在科學中的幾個領域都是一個重要的工具。氫氧吹管在韋爾訥伊加工法被用於產生人造剛玉。

### 氫氧火炬
氫氧火炬是氧氣火炬的一種。它以氫作燃料，以氧作氧化劑。它被用於焊接，金屬，玻璃和熱塑性塑料。由於以乙炔作燃料的火炬比較好，所以越來越少人使用氫氧火炬。

### 水割炬
「水割炬」是使用直流電的手提式的氫氧割炬。它由電解器、氣壓錶和回火防止器組成。當需要的時候，電解器會把水分解為氫和氧，所以不需要分開的氫氣和氧氣供應。第一個水火把是在1962年由赫尼斯製造業(今名亞利桑那州制氫工廠)的威廉·羅茲和雷蒙德·赫尼斯設計，現在以「水焊接器」的商標上市。它的割嘴原本使用皮下注射用針頭。

## 相关骗局
氢氧混合气体常与一些阴谋论和夸大其词的说法相关。在这些阴谋论中它通常被称为“布朗气体”或“HHO气体”，这个术语由边缘物理学家鲁杰罗·桑蒂利(Ruggero Santilli)推广，基于他的磁核边缘理论中他声称，由特殊仪器产生的布朗气体是“一种新形式的水”，具有新的特性。